# بریتس (براندنبورگ)
بریتس (به آلمانی: Britz) یک شهر در آلمان است که در بارنیم واقع شده‌است. بریتس ۲٬۲۶۹ نفر جمعیت دارد.